# Блажівка
Блажівка — річка в Україні, в межах Самбірського району Львівської області. Ліва притока Черхавки (басейн Дністра). 

## Опис
Довжина 10 км, площа басейну 42 км². Річка частково гірського типу. Долина переважно неширока, глибока, місцями порізана балками. Річище слабозвивисте, є перекати. 

## Розташування
Блажівка бере початок на південний захід від села Блажева, між північно-східними відногами Верхньодністровських Бескидів. Тече переважно на схід, місцями — на північний схід. Впадає до Черхавки у північній частині села Черхави. 
Основна притока: Волянка (права). 
Над Блажівкою розташовані села: Блажів та Черхава. 